# Љукинај
Љукинај (алб. Lukinaj) је насељено место у општини Призрен, на Косову и Метохији. Према попису становништва из 2011. у насељу је живело 558 становника.

## Становништво
Према попису из 2011. године, Љукинај има следећи етнички састав становништва:
| Националност | 2011.        |
| Албанци      | 557 (99,82%) |
| недоступно   | 1 (0,18%)    |
| Укупно       | 558          |

| Демографија | Демографија | Демографија |
| Година      | Становника  | Становника  |
| ----------- | ----------- | ----------- |
| 1948.       | 67          |             |
| 1953.       | 83          |             |
| 1961.       | 131         |             |
| 1971.       | 176         |             |
| 1981.       | 241         |             |
| 1991.       | 393         |             |
| 2011.       | 558         |             |